# 安孫子充裕
安孫子充裕 （日语：／ Abiko Mitsuhiro，1988年10月25日—）是日本田徑運動員，專門項目是短跑。

## 經歷
安孫子充裕出身自日本山形縣山形市，從就讀山形市立第三中學校時才正式進入田徑界。就讀山形縣立上山明新館高等學校3年級時，他在全國高等學校綜合體育大會200米賽跑項目得到第一個全國性冠軍，而在同一年的國民體育大會少年Ａ競技400米賽跑項目亦得到冠軍。在亞洲青年田徑錦標賽參與400米賽跑時獲得銅牌。之後，他進入筑波大學就讀，於2008年大學2年級時成為北京奧運的日本代表，參加1600米接力賽跑項目。2009年大學3年級時在關東學生田徑校際錦標賽裡，獲得100米賽跑、200米賽跑與1600米接力賽跑等短跑項目三冠王的榮耀。

## 主要成績
- 2006年 國民體育大會 200米賽跑 冠軍  21.14秒
- 2006年 國民體育大會 100米賽跑 第5名 10.67秒
- 2009年 關東學生田徑校際錦標賽 100米賽跑 冠軍 10.30秒
- 2009年 關東學生田徑校際錦標賽 200米賽跑 冠軍 20.68秒
- 2009年 日本田徑錦標賽 200米賽跑 第四名
- 2010年 日本田徑錦標賽 200米賽跑 第二名

## 外部連結
- 安孫子充裕在的頁面